# Kostel svatého Vojtěcha (Studnice)
Kostel svatého Vojtěcha je římskokatolický chrám poblíž Studnic, části města Telč v okrese Jihlava. Je filiálním kostelem telčské farnosti a také jediným kostelem brněnské diecéze zasvěceným tomuto světci. Je chráněn jako kulturní památka České republiky.

## Popis a historie
Podle dendrochronologického datování krovů nad lodí i presbytářem byly stromy, z jejichž dřeva byly tyto krovy zhotoveny, pokáceny roku 1516, raně renesanční kostel byl tedy pravděpodobně vystavěn krátce poté. Jedná se o jednolodní chrám s trojboce ukončeným kněžištěm, dřevěnou kruchtou, sanktusníkem na střeše lodi a portikem před vchodem v jejím západním průčelí. K severní stěně presbytáře přiléhá sakristie. Ve výklenku nad vchodem do kaple se nachází zřejmě pozdně gotická socha svatého Vojtěcha.
V některé literatuře uváděnému datování lodi do poloviny 17. století (tedy že by byla mladší než kněžiště) žádné náznaky nenasvědčují. K roku 1668 se vztahuje první písemná zmínka o kostele (označován je též jako kaple), který i v dalších staletích sloužil jako poutní místo na cestě mezi Telčí a Studnicemi. Poslední opravy chrámu proběhly v 80. letech 20. století.